# Ein Tag mit Herrn Jules
Ein Tag mit Herrn Jules ist ein Roman der flämischen Autorin Diane Broeckhoven aus dem Jahr 2001. 2005 erschien das Buch in der ersten Auflage in deutscher Sprache in einer Übersetzung von Isabel Hessel sowohl beim Rowohlt Verlag in Reinbek wie auch beim Verlag C.H.Beck in München.

## Allgemeines und formaler Aufbau
Das Buch besteht aus einem einzelnen Kapitel und ist nur durch Absätze weiter aufgeteilt. Die Geschichte wird aus der Rolle eines Erzählers wiedergegeben, der neben den Begebenheiten auch die Gedanken von Frau Alice als Innere Monologe und die Gespräche wiedergibt, letztere durch entsprechende Auszeichnungszeichen gekennzeichnet.
Das Buch trägt keine Widmung, auf dem Vorblatt wird es durch ein Zitat aus dem Tibetischen Buch des Lebens und des Sterbens eingeleitet:

„Was wir aus unserem Leben gemacht haben,
läßt uns zu dem werden, was wir sind,
 wenn wir sterben.
Und alles, absolut alles, zählt.“

## Inhalt
Laut Klappentext ist Diane Broeckhovens Novelle „über Alice und Jules und über David und Alice […] eine Geschichte über Rituale, Liebe, Verrat und Verlust, einen Verlust, der am Ende auf wunderliche Weise ausgeglichen wird.“
Als die alte und leicht demente Dame Alice an einem Wintermorgen aufwacht und aufsteht, um gemeinsam mit ihrem Mann Jules zu frühstücken, stellt sie fest, dass dieser nach der Zubereitung des Frühstücks auf dem Sofa sitzend verstorben ist. Verstört darüber überlegt sie, was sie tun soll und ob sie ihren erwachsenen Sohn Herman informieren soll. Sie beschließt dagegen, erst noch Abschied von ihm zu nehmen, bevor sie den Tod jemandem meldet. Sie verbringt entsprechend den gesamten Tag mit ihm, ohne aus ihren gewohnten Ritualen auszubrechen, und redet mit ihm über Dinge, die sie ihm noch sagen wollte und worüber sie mit ihm noch reden wollte. Entsprechend frühstückt sie und nimmt ein Bad, und über den Tag verrichtet sie weitere kleine Tätigkeiten und macht sich Gedanken über ihr Essen, das sie dann jedoch vergisst. Dazwischen setzt sie sich immer wieder zu Jules, um mit ihm über verschiedene Themen zu reden.
Sie beginnt ihre Gedanken und ihr Gespräch vor dem Frühstück mit dem Thema Sterben, wobei sie selbst immer aus Rücksicht auf die Hinterbliebenen lieber dement werden und langsam sterben wollte, anstatt wie er abrupt aus dem Leben zu treten. Nach dem Frühstück und dem Bad wird sie durch einen Anruf aus der Routine gerissen; die Nachbarin Bea möchte den autistischen Nachbarsjungen David, der regelmäßig um halb zehn mit Herrn Jules zum Schachspielen verabredet ist und keine Veränderungen seiner Routine mag, gern früher zu ihnen schicken, da ihre Mutter hingefallen und sich verletzt hat. Alice sagt dem Besuch zu, ohne den Tod ihres Mannes zu erwähnen. Sie schlägt David vor, statt Schach Dame mit ihr zu spielen, was er jedoch vehement ablehnt und als er feststellt, dass Herr Jules gestorben ist, spielt er das Schachspiel allein für beide Seiten und teilt Alice und Jules hinterher mit, dass Jules gewonnen hat. Alice lässt sich von David noch eine Flasche Wein öffnen, bevor er abgeholt wird.
Nachdem David wieder bei seiner Mutter ist, erzählt Alice ihrem Mann darüber, dass ihr seine Affäre mit einer Frau namens Olga bekannt war und sie dafür gesorgt hat, dass diese von deren Ehemann beendet wurde. Sie hatte die Affäre bei einer Urlaubsreise vor 30 Jahren entdeckt und war danach krank geworden. Sie hatte ihn nie direkt damit konfrontiert, „dreißig Jahre hatte es ihr auf der Zunge gelegen, jetzt war es heraus.“ Sie sinniert darüber, wie es gewesen wäre, wenn sie neben ihrem Sohn noch eine Tochter gehabt hätten. Später überlegt sie, wann sie ihren Sohn Hermann informieren solle, kann sich dazu allerdings nicht durchringen um ihn nicht bei seiner Arbeit oder später beim Abendessen mit seiner Frau Aimée zu stören. Aus diesem Gedanken heraus erzählt sie Jules weitere Erinnerungen, darunter auch ihre Gedanken zu einer Fehlgeburt, die sie auf der Hochzeitsreise in Paris hatte, obwohl sie nicht einmal wussten, dass sie schwanger war.
Später rief Bea erneut an. Ihre Mutter hatte sich schwerer verletzt und sie bittet Alice, gemeinsam mit Jules auf David aufzupassen. Alice stimmt zu und Bea schickt David erneut zu ihr. Da David bereits weiß, dass Herr Jules verstorben ist („Herr Jules ist weg. Das ist die Hülle von Herrn Jules“), ist er beruhigt über die Situation, die für ihn keine unerwünschten Ereignisse bereithält. Nachdem Alice ihn fragt, ob er bereits gegessen hat, macht er Pfannkuchen für beide, und nach dem Essen beginnt er die Küche aufzuräumen. Als Alice die Hände von Jules betrachtet, „Kohlenschaufeln“, erinnert sie sich an ihren strengen Vater und an eine Begebenheit, wo sie gemeinsam einen Fahrradunfall hatten und er sich um sein Mädchen gekümmert hatte. Am Abend ruft Bea an, um sich nach David zu erkundigen, und sagt, dass es Probleme gibt und sie Schwierigkeiten haben wird, beim Schneesturm nach Hause zu kommen. Alice beruhigt sie und schlägt vor, dass David bei ihr und Jules übernachten darf. Sie schlägt David vor, in Jules Bett zu schlafen und beide gehen schlafen.
Das Buch endet mit dem nächsten Morgen:

„Als sie aufwachte und den leeren Platz neben sich spürte, wußte sie, was sie zu tun hatte. Sie blieb noch ganz kurz liegen, eingehüllt in die Gerüche des warmen Bettes. Als sie Kaffee roch, stand sie auf. Mit noch steifen Gelenken ging sie dem Duft eines neuen Tages entgegen.“

## Rezeption
Marianne Wellershoff beschreibt das Buch bei der Vorstellung im Spiegel als „eine stille, gleichzeitig liebevolle und ironische Erzählung über Lebenslügen und den Mut, auch am Ende eines Lebens noch einmal neu anzufangen.“ Marion Lühe von der tageszeitung (taz) urteilte, dass sich das Buch „wie eine Parodie auf den Satz, dass das Leben weitergeht“ liest, die mit viel schwarzem Humor getränkt sei. Nur die vielen Metaphern des Buches kritisiert sie: „Eine Metapher folgt der anderen, ein Bild jagt das nächste. [...] Etwas weniger davon wäre mehr gewesen.“ Sie zitiert auch den Satz „Ein liebenswertes, kleines Buch darüber, wie Rituale uns helfen, große Verluste zu überwinden.“ von Elke Heidenreich, der das Buch bekannt und zum Bestseller gemacht hat.
Nach der Kritik in der Neuen Zürcher Zeitung ist es für Dorothea Dieckmann „eindrucksvoll, wie Diane Broeckhoven ein lange vernachlässigtes Feld der Literatur, den natürlichen Tod und den damit einhergehenden Abschied der Überlebenden, beackert.“ Mit ihrem Erstlingswerk habe sie „ein ‚poetisches Plädoyer‘ des Abschieds geschrieben, das ohne falsche Sentimentalität und Anmaßung den naiven, kindlichen Umgang mit dem Tod als Teil einer ‚friedlichen Utopie‘ beschreibe.“ Weitere Kommentare loben die „Einfachheit“, die einen großen Vorteil dieses „Romans, in dem Emotionen und Rationales immer ein Gleichgewicht finden“ darstellt und sie lobt die „Personen, die, obwohl mit nur ‚wenigen Strichen‘ gezeichnet, doch so ‚gegenwärtig‘ sind.“
Das Buch stieg in Deutschland nach der Vorstellung von Elke Heidenreich im Februar 2005 in die Bestsellerlisten des Spiegel ein und verblieb einige Wochen in den bestverkauften 20 Titeln bis in den April.

## Ausgaben
- De buitenkant van Meneer Jules. The House of Books, Antwerpen / Vianen 2001.
  - Ein Tag mit Herrn Jules. (deutsch von Isabel Hessel), Verlag C.H.Beck, München 2005, ISBN 3-406-52975-5.[2]
  - Ein Tag mit Herrn Jules. (deutsch von Isabel Hessel), 1. Auflage Rowohlt Verlag, Reinbek bei Hamburg 2005, ISBN 978-3-499-24155-0.[1]

## Belege
1. 1 2  Ein Tag mit Herrn Jules. beim Rowohlt Verlag.
2. 1 2  Ein Tag mit Herrn Jules. (Memento des Originals vom 23. September 2015 im Internet Archive)  Info: Der Archivlink wurde automatisch eingesetzt und noch nicht geprüft. Bitte prüfe Original- und Archivlink gemäß Anleitung und entferne dann diesen Hinweis. beim Verlag C.H.Beck.
3. ↑  Ein Tag mit Herrn Jules., 1. Auflage Rowohlt Verlag, Reinbek bei Hamburg 2005, ISBN 978-3-499-24155-0. S. 81
4. ↑  Ein Tag mit Herrn Jules., 1. Auflage Rowohlt Verlag, Reinbek bei Hamburg 2005, ISBN 978-3-499-24155-0. S. 92
5. ↑  Marianne Wellershoff: Buchvorstellung auf spiegel.de, 23. Februar 2005; abgerufen am 20. August 2015.
6. 1 2  Marion Lühe: Der tote Herr Jules Rezension in Die Tageszeitung, 12. März 2005; abgerufen am 20. August 2015.
7. 1 2  Rezensionsnotiz zu Neue Zürcher Zeitung, 5. Juli 2005 auf perlentaucher.de; abgerufen am 26. Juli 2015.
8. ↑  Spiegel-Bestsellerliste Belletristik 9/2005, 28. Februar 2005; abgerufen am 20. August 2015.
9. ↑  Spiegel-Bestsellerliste Belletristik 17/2005, 25. April 2005; abgerufen am 20. August 2015.